# 1530 az irodalomban
Az 1530. év az irodalomban.

## Új művek

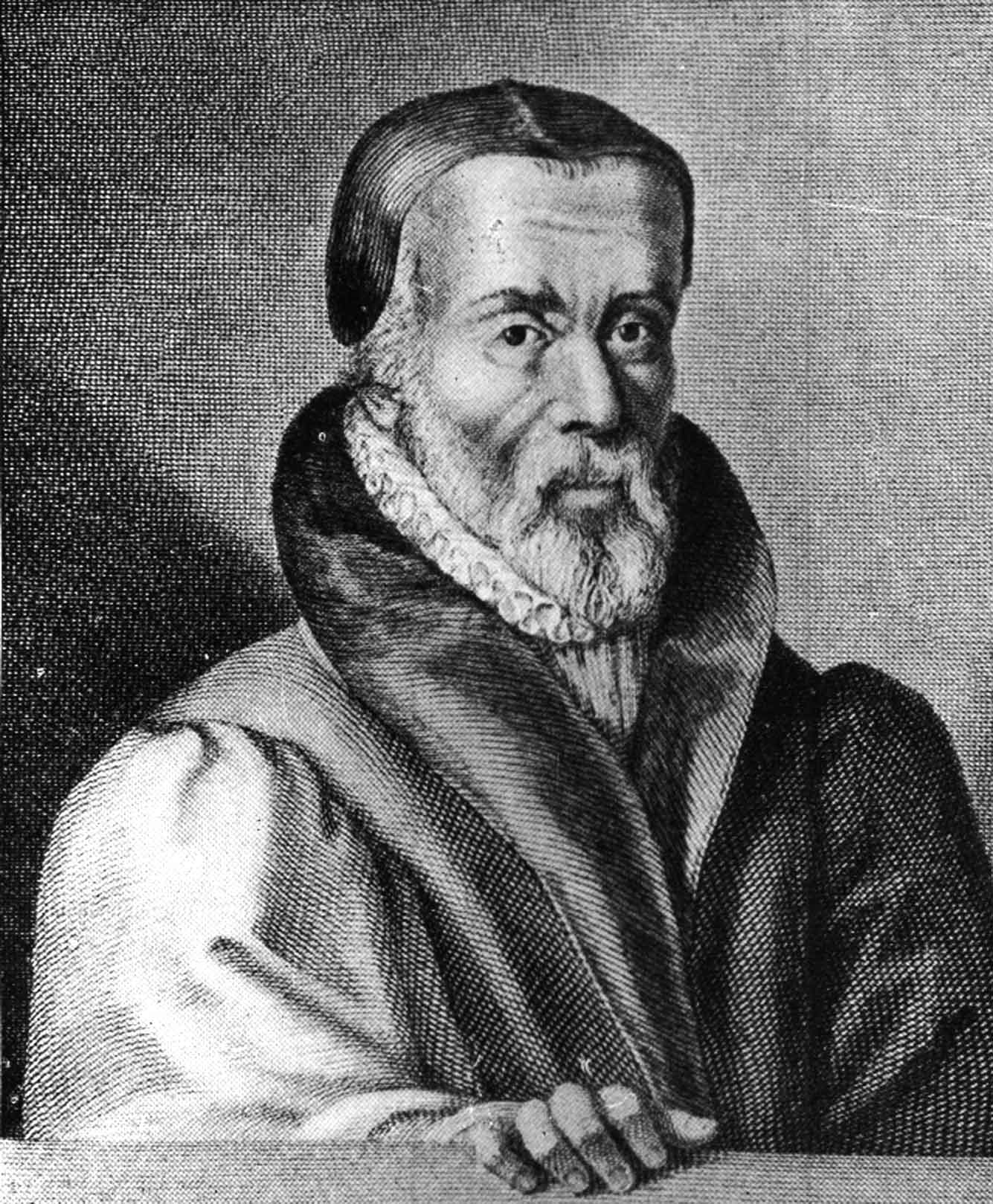
William Tyndale

- William Tyndale fordításában megjelenik angolul Mózes öt könyve, vagyis a Tóra. (Korábban, 1526-ban pedig Tyndal fordításában az Újszövetség). „Ő az angol Biblia igazi megteremtője, azé az írásműé, amely legalább három évszázadon át nemcsak vallási, hanem irodalmi téren is legmélyebben befolyásolta az angol emberek tudatát.”[1]
- Hans Sachs verses bohózata: Das Schlaraffenland (Az eszem-iszom ország).[2]

## Születések
- november 1. – Étienne de La Boétie francia reneszánsz író, műfordító, politikus, filozófus († 1563)
- 1530 – François de Belleforest reneszánsz francia író, költő és műfordító († 1583)
- 1530 – Jan Kochanowski lengyel reneszánsz költő, drámaíró († 1584)

## Halálozások
- augusztus 6. – Jacopo Sannazaro itáliai (nápolyi) humanista költő, ő teremtette meg a pásztorregény műfaját Arcadiájával (* 1458)
- december 22. – Willibald Pirckheimer német humanista, író (* 1470)